# Орден «За выдающиеся заслуги» (Южный Вьетнам)
Орден «За выдающиеся заслуги» (вьет. Luc Quan Huan Chuong) — военная награда Южного Вьетнама.

## Описание
Орденом награждались военнослужащие и гражданские лица, за совершение выдающегося подвига в военное время. Также им награждались и военнослужащие из других стран, в частности, в армии США этот орден считался эквивалентом ордена Легион почёта.
Орден состоял из двух классов, первый - для офицеров, второй для рядового состава:
- Армия (I класс)
- Армия (II класс)
- Военно-воздушные силы (I класс)
- Военно-воздушные силы (II класс)
- Военно-морские силы (I класс)
- Военно-морские силы (II класс)

Последнее награждение орденом «За выдающиеся заслуги» состоялось в 1974 году, за год до падения Сайгона.